# Уинтер, Алекс
Александр Росс Уинтер (англ. Alexander Ross Winter, 17 июля 1965, Лондон, Великобритания) — англо-американский актёр и кинорежиссёр. Наиболее известен ролью вампира Марко в фильме «Пропащие ребята» (1987) и ролью Билла в серии фильмов с Киану Ривзом про Билла и Теда.

## Биография

### Ранние годы
Алекс Уинтер родился в Лондоне 17 июля 1965 года. Его мать, Маргарет «Грегг» Майер, уроженка Нью-Йорка, имеет украинские еврейские корни. Она была танцовщицей и работала с Мартой Грэм. В середине 1960-х годов она основала в Лондоне труппу современного танца. Отец Алекса, Росс Альберт Уинтер, австралиец, танцевал в труппе его матери. У Алекса есть старший брат Стивен. Когда Алексу было пять лет, семья переехала в Миссури, где его отец руководил танцевальной труппой, а мать преподавала танцы в Университете Вашингтона в Сент-Луисе. Пара развелась в 1973 году.
В 1978 году Алекс с матерью переехали в штат Нью-Джерси. В это время Уинтер начал выступать на второстепенных ролях на Бродвее. В 1983 году, после окончания средней школы, Уинтер поступил в Школу искусств Тиш Нью-Йоркского университета. Там он познакомился и подружился с начинающим режиссёром Томом Стерном.

### Карьера
После окончания Школы искусств Алекс Уинтер и Том Стерн переехали в Голливуд, где снимали короткометражные фильмы и музыкальные клипы. Попутно Уинтер продолжал искать работу актёра, получив заметную роль вампира Марко в фильме «Пропащие ребята» (1987). В 1989 году Уинтер добился уже международного успеха, когда снялся вместе с Киану Ривзом в фильме «Невероятные приключения Билла и Теда». В 1991 году он повторил свою роль Билла в продолжении «Новые приключения Билла и Теда».
Уинтеру и Стерну удалось получить от компании 20th Century Fox деньги на свой собственный полнометражный фильм. Фильм «Уроды» был готов в 1993 году. Хотя на кинофестивалях к фильму был проявлен некоторый интерес, широкого проката он не получил. В следующий раз Уинтер вернулся к режиссуре в большом кино только в 1999 году, когда выпустил триллер «Лихорадка». Этот фильм был показан на Каннском кинофестивале в секции «Двухнедельник режиссёров».
Уинтер снял два игровых фильма по мотивам популярного мультсериала Cartoon Network «Бен-10»: «Бен-10: Наперегонки со временем» (2007) и «Бен-10: Инопланетный рой» (2009).
Алекс увлекается темой современных технологий. Например, им было снято несколько документальных фильмов об интернете: «Скачанный» (2013) и «Глубокая паутина» (2015).
В 2020 году Уинтер выпустил документальный биографический фильм «Заппа» про музыканта Фрэнка Заппу, а также появился с Киану Ривзом в новом фильме про Билла и Теда «Билл и Тед снова в деле».

### Личная жизнь
Уинтер имеет двойное гражданство: британское и американское. Уинтер был женат на писательнице Соне Доусон, в браке с которой у него в 1998 году родился сын. Позже супруги развелись. В 2010 году женился на продюсере Рэмси Энн Наито. У пары двое детей. 
В 2018 году признался, что подвергся «интенсивному и продолжительному» сексуальному насилию во время выступлений на Бродвее в детстве со стороны пожилого мужчины и пережил посттравматическое стрессовое расстройство, но отказался назвать имя своего обидчика. 
В ответ на политическую деятельность Илона Маска и Департамента эффективности правительства в феврале 2025 года Уинтер, ярый владелец электромобилей, активно содействовал расширению общенациональных протестов у автосалонов Tesla, призывая компанию избавиться от «токсичной фигуры» Маска. 

## Фильмография
Актёр
- 1985 — Уравнитель / The Equalizer — Джеффри (серия «Mama’s Boy»)
- 1985 — Жажда смерти 3 / Death Wish 3 — Эрмоса
- 1987 — Пропащие ребята / The Lost Boys — Марко
- 1987 — Средняя прожарка / Medium Rare — Тимми
- 1988 — Лето призраков / Haunted Summer — доктор Джон Уильям Полидори
- 1989 — Невероятные приключения Билла и Теда / Bill & Ted’s Excellent Adventure — Билл
- 1989 — Розали идёт за покупками / Rosalie Goes Shopping — Шаци Гринспейс
- 1990 — Невероятные приключения Билла и Теда / Bill & Ted’s Excellent Adventures — Билл (мультсериал, озвучивание)
- 1991 — Новые приключения Билла и Теда / Bill & Ted’s Bogus Journey — Билл
- 1993 — Секс, шок и цензура в 90-е / Basic Values: Sex, Shock & Censorship in the 90’s — Стинкс
- 1993 — Уроды / Freaked — Рикки Кугин
- 1997 — Воришки / The Borrowers — играет себя
- 1999 — Лихорадка / Fever — пассажир в метро
- 2007 — Бен-10: Наперегонки со временем / Ben 10: Race Against Time — Константин Джейкобс
- 2007 — Кости / Bones — Монте Голд (серия «The Girl in the Gator»)
- 2007 — Сол в стране кротолюдей / Saul of the Mole Men — король кротолюдей (озвучивание)
- 2009 — Бен-10: Инопланетный рой / Ben 10: Alien Swarm — Наномех (озвучивание)
- 2013 — Торжественный финал / Grand Piano — ассистент
- 2015 — Смош: Фильм / Smosh: The Movie — дядя Кит
- 2020 — Билл и Тед снова в деле / Bill & Ted Face the Music — Билл

Режиссёр
- 1993 — Уроды / Freaked (совместно с Томом Стерном)
- 1999 — Лихорадка / Fever
- 2007 — Бен-10: Наперегонки со временем / Ben 10: Race Against Time
- 2009 — Бен-10: Инопланетный рой / Ben 10: Alien Swarm
- 2013 — Скачанный / Downloaded (документальный)
- 2015 — Глубокая паутина / Deep Web (документальный)
- 2015 — Смош: Фильм / Smosh: The Movie
- 2018 — Панамское досье / The Panama Papers (документальный)
- 2018 — Машина доверия: Страсти по блокчейну / Trust Machine: The Story Of Blockchain (документальный)
- 2020 — Дети шоу-бизнеса / Showbiz Kids (документальный)
- 2020 — Заппа / Zappa (документальный)